# SS Cygni

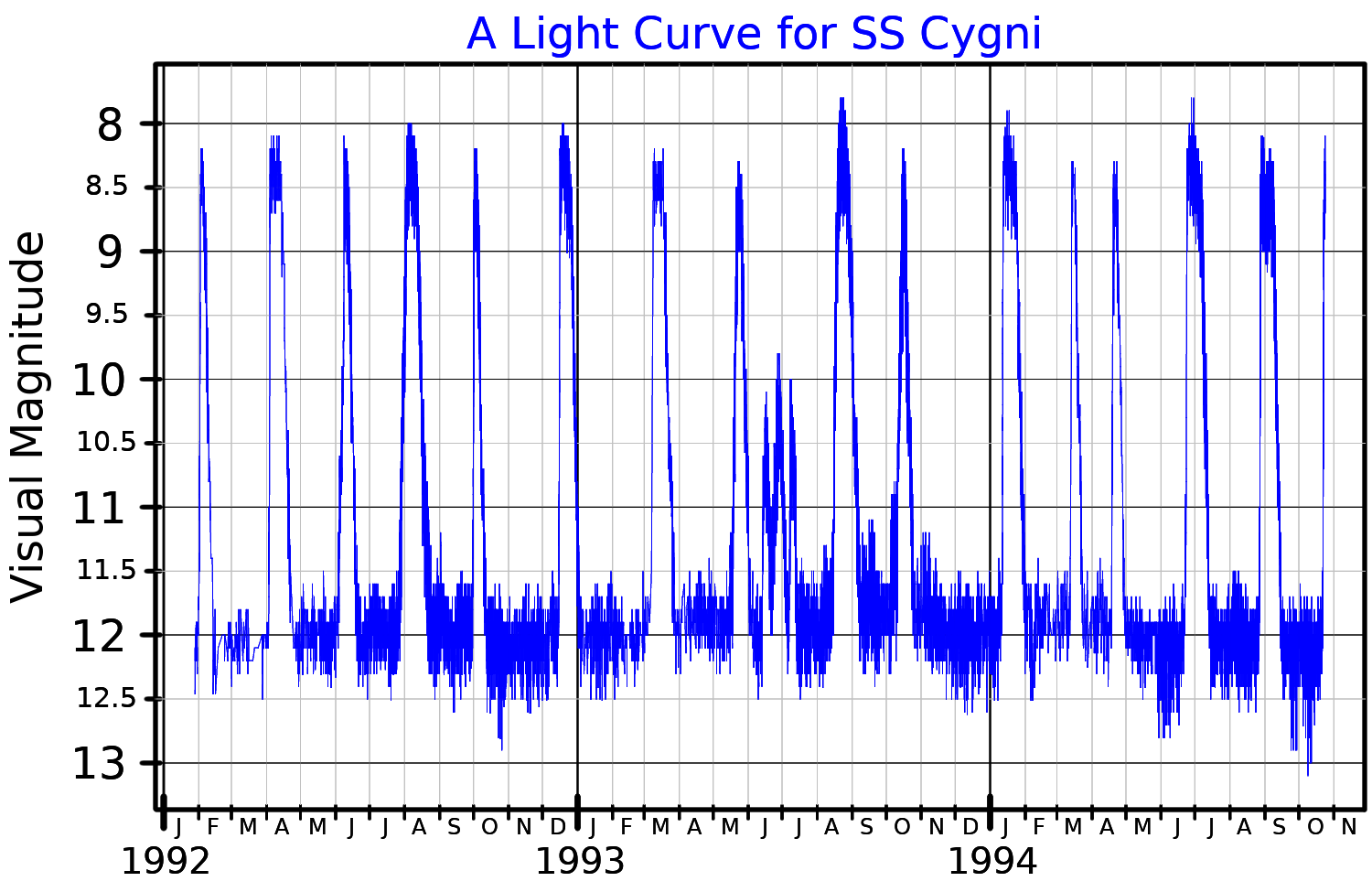
Una curva de luz de banda V para SS Cygni, trazada a partir de datos de AAVSO.

SS Cygni (SS Cyg / HD 206697 / GCRV 13641) es una estrella variable en la constelación de Cygnus que se encuentra a una incierta de distancia de 330 años luz del sistema solar.
Al igual que U Geminorum es una variable de las llamadas novas enanas. Descubierta por Louisa D. Wells en 1896, es una de las estrellas variables más famosas del cielo y probablemente la más observada.
SS Cygni muestra un estado de quiescencia el 75% del tiempo. Sin previo aviso su brillo empieza a aumentar para alcanzar la máxima magnitud en aproximadamente un día. Su magnitud aparente oscila entre un mínimo de +12,2 y un máximo de +8,3. Su curva de luz alterna estallidos cortos (de unos 8 días) y largos (de unos 18 días). Estos episodios se repiten cada 4 - 10 semanas. Junto a ellos, esporádicamente se observan estallidos anómalos de forma ancha y simétrica.
SS Cygni, como el resto de las novas enanas, es una estrella binaria compuesta por una estrella primaria, una enana blanca densa y caliente, y una estrella secundaria, en este caso una enana roja-naranja de tipo espectral K4. La masa estimada de la enana blanca es 0,60 masas solares y la de la estrella secundaria 0,40 masas solares.
Las dos estrellas están muy próximas entre sí con un período orbital de sólo 6,6 horas. La estrella naranja de la secuencia principal está tan próxima a la enana blanca que pierde materia de su superficie, formándose un disco de acrecimiento en torno a esta última. Los estallidos observados se relacionan con procesos que tienen lugar en este disco rico en hidrógeno.